# دينار عراقي
الدينار العراقي هو العملة الرسمية في العراق ويصدر من قبل البنك المركزي العراقي، وينقسم الدينار إلى 1,000 فلس إلا أن معدلات التضخم العالية في أواخر القرن العشرين تسببت في هجر القطع المعدنية من المسكوكات والتي سكت بفئة الفلس الواحد حيث أصبحت خارج التداول حالياً.
وأعلن البنك المركزي العراقي في عام 2015 عن إصدار عملة جديدة فئة خمسون الف دينار لتساعد في تخفيض التضخم النقدي في السوق العراقية.

## التاريخ
بقي العراق يستخدم الأوراق النقدية العثمانية طوال أربعة قرون (1534–1920)، حتى مجيء الاحتلال البريطاني الذي استبدلها بالعملة الهندية المتمثلة بالآنة والروبية المعدنية، الصادرة عام 1914، والتي تحمل على وجهها صورة الملك البريطاني جورج الخامس لتكون العملة الوحيدة المتداولة بنوعيها الورقي والمعدني.
في 28 حزيران سنة 1926 سافرَ صبيح نشأت إلى لندن للبحث في شؤون مالية مع حكومة بريطانية، ومن ذلك إيجاد نقود عراقية.
قال عبد الرزاق الهلالي في كتابه (معجم العراق) المنشور سنة 1953 "بموجب قانون العملة العراقية رقم 44 لسنة 1931 المعدل، كان الدينار العراقي يساوي من حيث القيمة (2،48828) غرامات من الذهب بعد أن كان في بداية إصدار العملة العراقية (7،322385) غرام من الذهب الخالص.
وفي الأول من نيسان عام 1932 بعد انتهاء الانتداب البريطاني على العراق. صدر الدينار العراقي الذي استبدل بالروبية الهندية بمعدل 1 دينار = 13 روبية ⅓، مستنداً إلى الباون الإنكليزي.
وبعد إصدار الدينار العراقي عام 1932 ربط بالجنيه الاسترليني حتى حزيران عام 1959 حين قرر البنك المركزي العراقي تنويع غطاء العملة وزيادة نسبة الاحتياط الذهبي فأصبح الدينار عملة مستقلة. وقرر ربطه بالدولار الأمريكي[بحاجة لمصدر] دون تغيير بقيمته بمعدل 1 دينار = 2,8 دولار، وفي عام 1971 اتخذت الولايات المتحدة قرارا بتخفيض قيمة عملتها بنسبة 7.9% وفي عام 1973 خفضت بواقع 10% ولم يتبع العراقيون الذي كانوا يربطون عملتهم بالدولار هذا التخفيض مما جعل قيمة الدينار ترتفع أمام سعر صرف الدولار الأمريكي لتصبح قيمته 3,3778 $، ولقد خفضت بعدها قيمة العملة العراقية 5% لتصبح قيمة الدينار بالدولار الأمريكي 3,2169 $ وهو السعر الذي بقي متداولا حتى حرب الخليج الثانية عام 1991، على الرغم من أن سعر صرف الدينار العراقي في السوق السوداء في أواخر عام 1989 كان 3 دنانير عراقية لكل دولار.
بعد حرب الخليج الثانية وبسبب عقوبات الأمم المتحدة لم تعد إصدارات الدينار السابقة والمطبوعة في الخارج متوافرة فتم إصدار طبعة جديدة من الدينار أقل جودة في حين عرفت الطبعة السابقة باسم الدينار السويسري.
| قيمة الدينار مقابل الدولار الأمريكي |                        |
| العام                               | قيمته مقابل دينار واحد |
| 1932                                | 4,86                   |
| 1949                                | 4,03                   |
| 1949 أيلول                          | 2,80                   |
| 1960                                | 3,30                   |
| 1971                                | 2,80                   |
| 1973                                | 3,39                   |
| 1982                                | 3,22                   |

| قيمة الدينار مقابل دولار امريكي |                               |
| العام                           | قيمته مقابل دولار أمريكي واحد |
| 2002                            | 2,000                         |
| 2004                            | 1,500                         |
| 2007                            | 1,250                         |
| 2019                            | 1,250                         |
| بداية 2020                      | 1,240                         |
| نهاية 2020                      | 1,470                         |
| 2021                            | 1,460                         |
| 2022                            | 1,460                         |
| 2023                            | 1460                          |
| 2024                            | 1500                          |
| 2025                            | 1420                          |

### عملات العهد الملكي (1932–1958)
بعد الاحتلال البريطاني للعراق خلال الحرب العالمية الأولى، ادخلت سلطة الاحتلال عملة الروبية الهندية كعملة رسمية بدلاً من الليرة العثمانية، وفي عام 1931 تقرر إنشاء مجلس للعملة العراقية تكون مسؤوليته إصدار عملة عراقية خاصة، حيث صدر القانون المرقم 44 لسنة 1931 الذي نص على إصدار دينار عراقي مساوي في قيمتهِ للجنيه الأسترليني، ويقسم إلى 1000 فلس. وصدر الأصدار الأول للدينار في يوم 16 آذار/مارس من عام 1932 وتحمل صورة الملك فيصل الأول على الوجة وطبعت في بريطانيا بواسطة برادبري ويلكينسون وشركاه. وكانت الأوراق النقدية من فئة ربع دينار ونصف دينار ودينار واحد وخمسة دنانير وعشرة دنانير ومائة دينار. وكانت هذه الأوراق النقدية موقعة من قبل رئيس لجنة العملة العراقية السير هيلتون يونك البريطاني الجنسية ونائبه العراقي جعفر باشا العسكري. كما استمر تداول الروبية والآنة الهندية إلى جانب العملات العراقية حتى الأول من كانون الأول/ديسمبر من عام 1932، حين صدر أمرًا بإيقاف تداولها، والاقتصار في التداول على العملة العراقية. وفي عام 1931 صدر مسكوكات من القطع النقدية من فئة الفلس والفلسين و4 فلوس و10 فلوس و20 فلسا و50 فلسا و100 فلس أو ريال. حملت المسكوكات الجديدة على وجهها صورة وجه الملك فيصل الأول.
وفي 29 تشرين ثاني/نوفمبر من عام 1934، تم إصدار عملة ورقية جديدة تحمل صورة الملك غازي الأول. تتشابه هذه الأوراق كثيرًا من ناحية الألوان والأبعاد والتصميم، عملات الملك فيصل الأول، لكنها تختلف عنها في كونها تحمل صورة الملك غازي. وفي عام 1938 تم سك عملة نقدية معدنية جديدة تحمل صور الملك غازي الأول، تتكون من الفئات التالية: 1 فلس و4 فلس برونز و4 فلس نيكل و10 فلس برونز و10 فلس نيكيل و20 فلس نيكل و50 فلس فضة.
في أواخر عام 1939 صدرت أولى العملات التي تحمل صورة الملك فيصل الثاني (الطبعة الثالثة). وكان هذا الإصدار يتكون من عملات ورقية جديدة مشابهة للإصدارين السابقين وتحمل صورة الملك فيصل الثاني وهو طفل صغير. كما تضمن الإصدار أيضًا مسكوكتان معدنيتان تحملان صورة الملك فيصل الثاني وهو طفل صغير. المسكوكتان كانتا من فئتي 4 فلس و10 فلس، وهما مصنوعتان من البرونز.
وفي خضم اشتعال الحرب العالمية الثانية في عام 1941 ظهرت حاجة في التداول للمزيد من العملات الورقية، ونظرًا لانشغال بريطانيا في هذه الحرب، لم يتسن طبع المزيد من العملات هناك، فتقرر طبعها بدلًا من ذلك في الهند. وقد كانت العملات الورقية المطبوعة في الهند عام 1941 (الإصدار الرابع) من أربع فئات، هي 100 فلس، 250 فلسًا (ربع دينار)، 500 فلس (نصف دينار)، ودينار واحد. كما كان من المقرر إصدار ورقة نقدية من فئة 50 فلس أيضًا، غير أن هذا ألغي بعد أن لوحظ رداءة الورقة من فئة 100 فلس، حتى أن تداولها ألغي بعد مرور شهر على طرحها، وسحبت من الأسواق. وفي عام 1944 تم طبع أوراق جديدة تعود لنفس هذا الإصدار، لكن كانت صورة الملك فيصل الثاني فيها بسن صبي يافع، وكانت من فئتين، هما ورقة نقدية من فئة ربع دينار وورقة نقدية من فئة نصف دينار. وكانت أوراق هذا الإصدار (الإصدار الرابع) تشبه إلى حد كبير العملات الهندية في تصميمها.
في 20 تموز/يوليو من عام 1947 صدر القانون رقم 43 لسنة 1947 الذي تأسس بموجبه المصرف الوطني العراقي، وحول إليه كافة صلاحيات لجنة العملة العراقية السابقة فأصبح بذلك مسؤولًا عن كل شؤون العملة في العراق. وبموجب هذا القانون صدرت في 17 أيلول/ سبتمر عام 1950 الطبعة الخامسة من العملة العراقية، وكانت ورقية فقط تحمل صورة الملك فيصل الثاني، وهو فتى بسن المراهقة، وهي تتكون من الفئات التالية: ربع دينار، نصف دينار، دينار واحد، 5 دينار، 10 دينار. وفي عام 1953 قام المصرف الوطني العراقي بإصدار الطبعة السادسة من العملة العراقية والتي كانت ورقية فقط أيضًا، ومن نفس الفئات التي وردت في الطبعة الخامسة باستثناء صورة الملك فيصل الثاني، وهو بسن كبير. وفي العام 1955 تم إصدار طبعة جديدة للعملة العراقية (الطبعة السابعة) ضمت أوراق نقدية من فئات تشابه الإصدارات السابقة باستثناء كونها تحمل صورة الملك فيصل الثاني بسن أكبر قليلًا مأخوذة له بعد تتويجه ملكًا على العراق.
وفي 1 تموز/يوليو عام 1956 صدر القانون رقم 72 لعام 1956 والذي غير اسم المصرف الوطني العراقي إلى اسم البنك المركزي العراقي، وفي العام 1958 قام البنك المركزي بإصدار عملة جديدة تحمل اسم البنك المركزي العراقي بدلًا من المصرف الوطني العراقي، كما أن صورة الملك فيصل الثاني كانت وهو بسن أكبر قليلًا. وهذا الإصدار هو الإصدار الملكي الأخير للعملات العراقية، وقد تضمن نفس فئات الإصدار السابق باستثناء فئة نصف دينار. كما ضم هذا الإصدار أيضًا مسكوكات معدنية تشابه في مواصفاتها الإصدارات المعدنية السابقة باستثناء أن صورة الملك فيصل الثاني وهو بسن كبير. وكانت هذه المسكوكات من الفئات التالية: 1 فلس، 2 فلس، 4 فلس، 10 فلس، 20 فلس، 50 فلس (درهم)، 100 فلس.
| إصدار عام 1932 | إصدار عام 1932 | إصدار عام 1932           | إصدار عام 1932   | إصدار عام 1932   | إصدار عام 1932 |
| الصورة         | الصورة         | القيمة                   | اللون الأساسي    | الوصف            | الوصف          |
| الوجه          | الظهر          | القيمة                   | اللون الأساسي    | الوجه            | الظهر          |
| -------------- | -------------- | ------------------------ | ---------------- | ---------------- | -------------- |
|                |                | ربع دينار وأصدر عام 1932 | أخضر             | الملك فيصل الأول |                |
|                |                | نصف دينار وأصدر عام 1932 | أحمر             | الملك فيصل الأول |                |
|                |                | 1 دينار وأصدر عام 1932   | أزرق             | الملك فيصل الأول |                |
|                |                | 5 دينار وأصدر عام 1932   | أحمر             | الملك فيصل الأول |                |
|                |                | 10 دينار وأصدر عام 1932  | بني غامق         | الملك فيصل الأول |                |
|                |                | 100 دينار وأصدر عام 1932 | أصفر وأحمر وأسود | الملك فيصل الأول |                |

| إصدار عام 1939 | إصدار عام 1939 | إصدار عام 1939           | إصدار عام 1939       | إصدار عام 1939    | إصدار عام 1939 |
| الصورة         | الصورة         | القيمة                   | اللون الأساسي        | الوصف             | الوصف          |
| الوجه          | الظهر          | القيمة                   | اللون الأساسي        | الوجه             | الظهر          |
| -------------- | -------------- | ------------------------ | -------------------- | ----------------- | -------------- |
|                |                | 1 دينار وأصدر عام 1939   | أخضر وبني غامق       | الملك فيصل الثاني |                |
|                |                | 100 دينار وأصدر عام 1939 | أصفر وأخضر وبني غامق | الملك فيصل الثاني |                |

### عملات العهد الجمهوري الأول (1958–1963)
استمر تداول العملة الملكية حتى بعد سقوطها في 14 تموز 1958، وفي 6 حزيران من عام 1959 صدر القانون رقم (92) لسنة 1959 تحت اسم (قانون عملة الجمهورية العراقية) حيث اناط بالبنك المركزي العراقي مهمة إصدار عملة جديدة للدولة. وفي 8 تموز عام 1959 صدرت العملة الجديدة (الطبعة التاسعة) وهي بنوعين، عملات ورقية ومسكوكات معدنية تحمل صورة الشعار الجمهوري الجديد للجمهورية العراقية، والذي وضع في مكان صورة الملك في الإصدارات السابقة. العملات الورقية تتكون من فئات ربع دينار، نصف دينار، دينار واحد، خمسة دنانير، وعشرة دنانير. وتحمل صورة الشعار الجمهوري الجديد. وطبعت العملات الورقية الجديدة في بريطانيا. إما بالنسبة للمسكوكات المعدنية، فقد ألغيت المسكوكة النقدية من فئة 2 فلس، كما ألغيت المسكوكة من فئة 4 فلس واستبدلت بمسكوكة جديدة من فئة 5 فلس. كما ألغيت المسكوكة النقدية من فئة 20 فلس واستبدلت بمسكوكة جديدة من فئة 25 فلس.
حددت قيمة الدينار العراقي في العهد الجمهوري الأول وقت إصداره ليساوي ثلاثة دولارات أمريكية وثلث، وقد حافظ على قيمته طيلة ذلك العهد.
وبعد حركة تموز 1958، أصدر البنك المركزي العراقي فئات جديدة من العملات الورقية والمعدنية، تحمل شعار الجمهورية الجديدة، وألغى الزعيم عبد الكريم قاسم ارتباط الدينار العراقي بالجنيه الإسترليني وربطهُ بالدولار الأميركي.
| إصدار عام 1959 | إصدار عام 1959 | إصدار عام 1959         | إصدار عام 1959 | إصدار عام 1959 | إصدار عام 1959 |
| الصورة         | الصورة         | القيمة                 | اللون الأساسي  | الوصف          | الوصف          |
| الوجه          | الظهر          | القيمة                 | اللون الأساسي  | الوجه          | الظهر          |
| -------------- | -------------- | ---------------------- | -------------- | -------------- | -------------- |
|                |                | 1 دينار وأصدر عام 1959 | أزرق           | شعار الجمهورية | قيثارة سومرية  |

### عملات العهد الجمهوري الثاني (1968–1976)
في 28 أيلول 1968 صدرت الطبعة العاشرة وهي تختلف عن الطبعات السابقة في الصور والزخارف والصورة المائية وتحمل خيط الضمان ولاول مرة أصبحت الاوراق المالية تعكس الطابع الصناعي والعمراني والتاريخي للعراق.
وفي عام 1971 صدرت طبعة جديدة بتصميم جديدة.
وفي 27 تموز 1972 اعاد البنك المركزي طبع الوراق النقدية وبكافة فئاتها ولكن بأختلاف بسيط في الصور والزخارف والتصاميم الثانوية وبألوان متعددة وكان الهدف الحماية من التزوير وهي الطبعة الحادية عشر.
وفي عام 1976 صدرت فئة جديدة من الاوراق النقدية وهي فئة 25 دينار.
| إصدار عام 1973 | إصدار عام 1973 | إصدار عام 1973           | إصدار عام 1973 | إصدار عام 1973      | إصدار عام 1973          |
| الصورة         | الصورة         | القيمة                   | اللون الأساسي  | الوصف               | الوصف                   |
| الوجه          | الظهر          | القيمة                   | اللون الأساسي  | الوجه               | الظهر                   |
| -------------- | -------------- | ------------------------ | -------------- | ------------------- | ----------------------- |
|                |                | ربع دينار وأصدر عام 1973 | أخضر فاتح      | سايلو البصرة        | نخيل                    |
|                |                | 1 دينار وأصدر عام 1973   | أخضر           | مصافي نفط الدورة    | مدخل المدرسة المستنصرية |
|                |                | 5 دينار وأصدر عام 1973   | أحمر           | بناية المجلس الوطني | حمورابي يتسلم الشريعة   |
|                |                | 10 دينار وأصدر عام 1973  | أزرق           | سد دوكان            | الثور المجنح            |

### عملات فترة حكم صدام حسين (1979–2002)
معظم الأوراق النقدية الصادرة في هذه الفترة تحمل صورة الرئيس الأسبق صدام حسين.
انخفضت قيمة الدينار العراقي وتدهورت بعد بدأ الحرب العراقية الإيرانية، حيث انخفض سعره من 3.3 دولار للدينار الواحد في عام 1980 إلى حوالي 4 دنانير للدولار عام 1988.
وبعد غزو الكويت وانتهاء حرب الخليج الثانية ونتيجة للحصار الاقتصادي الذي فرض على العراق ولعدم القدرة على إصدار الدينار العراقي الذي كان يطبع في مطابع سويسرا بدأت الحكومة العراقية بطبع الدينار العراقي في المطابع العراقية التي كانت تفتقر إلى التكنولوجيا اللازمة لطبع عملة بمواصفات جيدة مما أدى إلى انتشار عمليات واسعة في تزوير العملة العراقية ناهيك عن الانهيار الشديد في قيمة الدينار العراقي نتيجة للحصار حيث وصل قيمة الدينار العراقي في 1995 إلى مستويات متدنية وكان الدولار الأمريكي الواحد يعادل 3000 دينار عراقي.
نتيجة لتدهور قيمة الدينار العراقي بدأ البنك المركزي العراقي بإصدار عملات لم تكن معهودة في السابق ففي عام 1991 صدرت أوراق نقدية من فئة 50 و100 دينار، وبعدها صدرت عملة فئة 250 دينار في عام 1995. وفي عام 2002 أصدر البنك المركزي عملة ورقية قيمتها 10,000 دينار عراقي. وهي الطبعة الثالثة عشر. ونتيجة للتضخم الاقتصادي في السوق العراقية كان المواطن العراقي يحمل رزمات ضخمة من عملة فئة 250 دينار لشراء مواد بسيطة.
وبالرغم من عدم تعامل الحكومة العراقية المركزية في بغداد بالدينار القديم الذي كان يطبع في مطابع سويسرا إلا أن إقليم كردستان في شمال العراق، والذي تشكل بعد إعلان منطقة حظر الطيران استمر في اعتماد عملات النسخة السويسرية في تعاملاته التجارية حيث كان الدينار العراقي المطبوع في سويسرا ذو قوة شرائية أعلى بكثير من الدينار المطبوع في المطابع العراقية أو الصينية.

#### إصدار عام 1990
في عام 1990 كانت العملة النقدية من فئة 25 ديناراً هي أكبر العملات المستخدمة وبسبب ظروف غزو الكويت والحصار الاقتصادي ومشاكل الأكراد لجأت الحكومة العراقية إلى سحب هذه الفئة من الطبعات السابقة وسد الحدود لكي تفقد العملة قيمتها والإضرار بالأكراد من خلال الإضرار بهم مادياً واقتصادياً. ثم أصدرت الحكومة بعد ذلك طبعة من فئة 25 ديناراً تشبه الطبعة التي بدأت أواسط عقد السبعينات والتي تحمل صورة الخيول العربية.
| إصدار عام 1990 | إصدار عام 1990 | إصدار عام 1990                                                                                               | إصدار عام 1990 | إصدار عام 1990 | إصدار عام 1990         |
| الصورة         | الصورة         | القيمة | اللون الأساسي  | الوصف          | الوصف                  |
| الوجه          | الظهر          | القيمة | اللون الأساسي  | الوجه          | الظهر                  |
| -------------- | -------------- | --- | -------------- | -------------- | ---------------------- |
|                |                | خمس وعشرون دينار وأصدر عام 1990 واستمر إصدار نسخ جديدة منها حتى عام 2001 وبقيت في التداول حتى نهاية عام 2003 | أخضر           | خيول عربية     | القصر العباسي في بغداد |

#### إصدارات عام 1991
وهي إصدارات طارئة بعد حرب الكويت وكانت طباعتها رديئة جداً وسهلة التزوير، وبسبب شيوع تزويرها اضطرت الحكومة إلى سحبها من التداول بعد عدة أشهر.
| الدينار العراقي إصدار عام 1991 | الدينار العراقي إصدار عام 1991 | الدينار العراقي إصدار عام 1991 | الدينار العراقي إصدار عام 1991 | الدينار العراقي إصدار عام 1991 | الدينار العراقي إصدار عام 1991      |
| الصورة                         | الصورة                         | القيمة                         | اللون الأساسي                  | الوصف                          | الوصف                               |
| الوجه                          | الظهر                          | القيمة                         | اللون الأساسي                  | الوجه                          | الظهر                               |
| ------------------------------ | ------------------------------ | ------------------------------ | ------------------------------ | ------------------------------ | ----------------------------------- |
|                                |                                | خمسون دينار وأصدر عام 1991     | الوردي والأخضر والبني          | صدام حسين                      | ملوية سامراء                        |
|                                |                                | مائة دينار وأصدر عام 1991      | الأخضر والأرجواني              | صدام حسين                      | السيفين في ساحة الأحتفالات في بغداد |

#### إصدارات 1992–1993
أصدرت هذه الفئات بطبعات محلية وصينية رديئة النوعية، فالفئات من الدينار ونصف الدينار وربع الدينار صدرت بتصاميم سابقة قديمة لكن بألوان ونوع ورق رديء، ولقد قل استخدام هذه العملات لاحقاً بسبب انخفاض قيمتها تدريجياً.
| الدينار العراقي إصدار 1992–1993 | الدينار العراقي إصدار 1992–1993 | الدينار العراقي إصدار 1992–1993 | الدينار العراقي إصدار 1992–1993 | الدينار العراقي إصدار 1992–1993 | الدينار العراقي إصدار 1992–1993 |
| الصورة                          | الصورة                          | القيمة                          | اللون الأساسي                   | الوصف                           | الوصف                           |
| الوجه                           | الظهر                           | القيمة                          | اللون الأساسي                   | الوجه                           | الظهر                           |
| ------------------------------- | ------------------------------- | ------------------------------- | ------------------------------- | ------------------------------- | ------------------------------- |
|                                 |                                 | ربع دينار وأصدر عام 1993        | أخضر وبني                       | نخيل                            | الباب الوسطاني لبغداد           |
|                                 |                                 | نصف دينار وأصدر عام 1993        | بنفسجي                          | إسطرلاب                         | ملوية سامراء                    |
|                                 |                                 | دينار واحد وأصدر عام 1992       | أزرق وأخضر                      | دينار إسلامي                    | المدرسة المستنصرية              |
|                                 |                                 | خمس دنانير وأصدر عام 1992       | أحمر                            | صدام حسين                       | الجندي المجهول                  |
|                                 |                                 | عشرة دنانير وأصدر عام 1992      | أزرق وأخضر                      | صدام حسين                       | الثور المجنح                    |

#### إصدارات 1994–1995
أصدرت هذه النسخة بسبب انخفاض قيمة العملة لذلك صدرت العملات للتداول لأول مرة بهذهِ القيم، وكانت بحجم كبير نسبياً واستمر التعامل بها حتى نهاية عام 2003:
| الدينار العراقي إصدار 1994–1995 | الدينار العراقي إصدار 1994–1995 | الدينار العراقي إصدار 1994–1995    | الدينار العراقي إصدار 1994–1995 | الدينار العراقي إصدار 1994–1995 | الدينار العراقي إصدار 1994–1995 |
| الصورة                          | الصورة                          | القيمة                             | اللون الأساسي                   | الوصف                           | الوصف                           |
| الوجه                           | الظهر                           | القيمة                             | اللون الأساسي                   | الوجه                           | الظهر                           |
| ------------------------------- | ------------------------------- | ---------------------------------- | ------------------------------- | ------------------------------- | ------------------------------- |
| 50 دينار                        | 50 دينار                        | خمسون دينار وأصدر عام 1994         | بني                             | صدام حسين                       | الجسر ذو الطابقين               |
| 100 دينار                       | 100 دينار                       | مائة دينار وأصدر عام 1994          | الأزرق                          | صدام حسين                       | ساعة بغداد                      |
| 250 دينار                       | 250 دينار                       | مائتان وخمسون دينار وأصدر عام 1995 | بنفسجي                          | صدام حسين                       | نصب ساحة التحرير في بغداد       |

#### إصدارات 2001–2002
أصدرت هذه النسخة بحجم أصغر وبكفاءة أفضل نسبياً من الطبعات السابقة:
| الدينار العراقي إصدار 2001–2002 | الدينار العراقي إصدار 2001–2002 | الدينار العراقي إصدار 2001–2002        | الدينار العراقي إصدار 2001–2002 | الدينار العراقي إصدار 2001–2002 | الدينار العراقي إصدار 2001–2002      |
| الصورة                          | الصورة                          | القيمة                                 | اللون الأساسي                   | الوصف                           | الوصف                                |
| الوجه                           | الظهر                           | القيمة                                 | اللون الأساسي                   | الوجه                           | الظهر                                |
| ------------------------------- | ------------------------------- | -------------------------------------- | ------------------------------- | ------------------------------- | ------------------------------------ |
| 25 دينار                        | 25 دينار                        | خمس وعشرون دينار وأصدر عام 2001        | أخضر وبني                       | صدام حسين                       | بوابة عشتار وأسد بابل                |
| 100 دينار                       | 100 دينار                       | مائة دينار وأصدر عام 2002              | الأزرق                          | صدام حسين                       | شناشيل بغدادية                       |
| 250 دينار                       | 250 دينار                       | مائتان وخمسون دينار وأصدر بعد عام 2002 | بنفسجي                          | صدام حسين                       | قبة الصخرة في فلسطين                 |
| 10000 دينار                     | 10000 دينار                     | عشرة آلاف دينار وأصدر عام 2002         | الأحمر                          | صدام حسين                       | الإسطرلاب العربي والمدرسة المستنصرية |

### الدينار العراقي الجديد (2003–حتى الآن)
بعد سقوط نظام صدام حسين عام 2003 على يد الأمريكان في 9 أبريل 2003 قامت سلطة الائتلاف المؤقتة باصدار دينار عراقي جديد في يوم 15 تشرين الأول 2003 صدرت الطبعة الرابعة عشر، حيث طبعت العملة الجديدة في مطابع ديلارو في بريطانيا. وكانت طباعتها ذو مواصفات جيدة يصعب تزويرها وتم استعمالها في جميع ارجاء العراق كافة. وتمت عملية تبديل العملة حيث استبدل كل دينار مطبوع في العراق أو الصين بدينار عراقي جديد اما الدينار العراقي المطبوع في سويسرا فتم تبديله بـ 150 دينارا حديثا.
وكانت فئات العملة الجديدة هي 50 دينار، 250 دينار، 1,000 دينار، 5,000 دينار، 10,000 دينار، 25,000 دينار. وتصاميمها مشابهة للتصاميم التي اصدرها البنك المركزي العراقي في السبعينيات وبداية عقد الثمانينات من القرن العشرين حيث لم تكن العملات العراقية تحمل صورة صدام حسين. وتمَ إصدار ورقة من فئة 500 دينار في عام 2004. في 2 كانون الثاني 2005 اصدر البنك المركزي العراقي عملتين معدنيتين بفئة 25 دينار وفئة 100 دينار، ثم صدرت قطعة من فئة خمسين دينارا لاحقا في عام 2004. ونتيجة لصغر قيمة العملات المعدنية وضعف تداولها بين المواطنين فقد سحبت من التداول عام 2009.
كانت قيمة الدينار العراقي الجديد عند طرحه 1100 دينار للدولار الأمريكي الواحد ووصلت في فترة معينة إلى 980 دينار للدولار الواحد الا انها استقرت أخيرا على سعر صرف 1200 دينار للدولار الأمريكي الواحد.
وفي عام 2015 اصدر البنك المركزي فئة جديدة هي 50,000 دينار.
وفي عام 2018 اصدر البنك المركزي طبعة جديدة لخمس فئات من العملة العراقية مع الاستمرار باستخدام الطبعة القديمة بالتداول في الأسواق. وتضمنت المتغيرات بالطبعة الثانية بالنسبة للفئات (25,000، 10,000، 500، 250) دينار، كتابة اسم محافظ البنك المركزي بدلا من توقيعه في الإصدار القديم. وتم تغيير وجه الورقة النقدية فئة الـ (1,000) دينار حيث وضع شعار «إدراج أهوار واثار جنوب العراق على لائحة التراث العالمي» بدلا من صورة الدينار الإسلامي في التصميم القديم، إضافة إلى كتابة اسم المحافظ أيضا بدلا من توقيعه.
البنك المركزي العراقي ينوي حذف ثلاثة أصفار من الدينار العراقي الحالي، أي يستبدل العملة 1000 دينار إلى دينار واحد. وفي تصريح في تمور 2024 م ، قال محافظ البنك المركزي العراقي، علي العلاق، قال ان "مشروع حذف الأصفار من العملة ما يزال قائما".
| سلسلة عام 2003 | سلسلة عام 2003 | سلسلة عام 2003 | سلسلة عام 2003 | سلسلة عام 2003                                   | سلسلة عام 2003                   |
| الصورة         | الصورة         | القيمة         | اللون الرئيسي  | الوصف                                            | الوصف                            |
| الوجه          | الظهر          | القيمة         | اللون الرئيسي  | الوجه                                            | الظهر                            |
| -------------- | -------------- | -------------- | -------------- | ------------------------------------------------ | -------------------------------- |
| 50 دينار       | 50 دينار       | 50 دينار       | بنفسجي         | سايلو البصرة                                     | نخيل                             |
| 250 دينار      | 250 دينار      | 250 دينار      | أزرق           | إسطرلاب                                          | الملوية والمسجد الكبير في سامراء |
| 500 دينار      | 500 دينار      | 500 دينار      | أخضر مزرق      | سد دوكان على نهر الزاب الصغير                    | ثور مجنح                         |
| 1000 دينار     | 1000 دينار     | 1,000 دينار    | أصفر وبني      | دينار ذهبي إسلامي                                | المدرسة المستنصرية في بغداد      |
| 5000 دينار     | 5000 دينار     | 5,000 دينار    | بنفسجي         | شلال كلي علي بك                                  | حصن الأخيضر                      |
| 10000 دينار    | 10000 دينار    | 10,000 دينار   | أخضر           | الحسن بن الهيثم                                  | منارة الحدباء في الموصل          |
| 25000 دينار    | 25000 دينار    | 25,000 دينار   | أحمر           | فلاحة كردية تحمل سنابل الحنطة ودينار ذهبي إسلامي | جزء من مسلة حمورابي              |

| سلسلة عام 2013–2015 | سلسلة عام 2013–2015 | سلسلة عام 2013–2015 | سلسلة عام 2013–2015 | سلسلة عام 2013–2015                           | سلسلة عام 2013–2015                  |
| الصورة              | الصورة              | القيمة              | اللون الرئيسي       | الوصف                                         | الوصف                                |
| الوجه               | الظهر               | القيمة              | اللون الرئيسي       | الوجه                                         | الظهر                                |
| ------------------- | ------------------- | ------------------- | ------------------- | --------------------------------------------- | ------------------------------------ |
|                     |                     | 10,000 دينار        | أخضر                | جدارية جواد سليم (نصب الحرية) في ساحة التحرير | منارة الحدباء في الموصل              |
|                     |                     | 25,000 دينار        | أحمر                | فلاحة كردية تحمل إبريق، ودينار ذهبي إسلامي    | جزء من مسلة حمورابي                  |
|                     |                     | 50,000 دينار        | بني                 | ناعور ونخيل وشلال                             | بيت قصب ورجل يركب المشحوف في الأهوار |

## النقود المعدنية

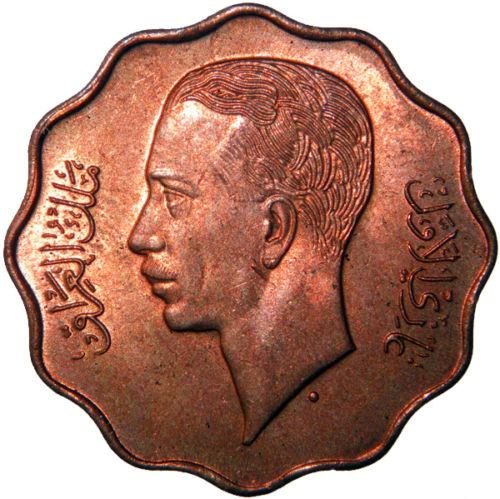
10 فلس 1938، الوجه
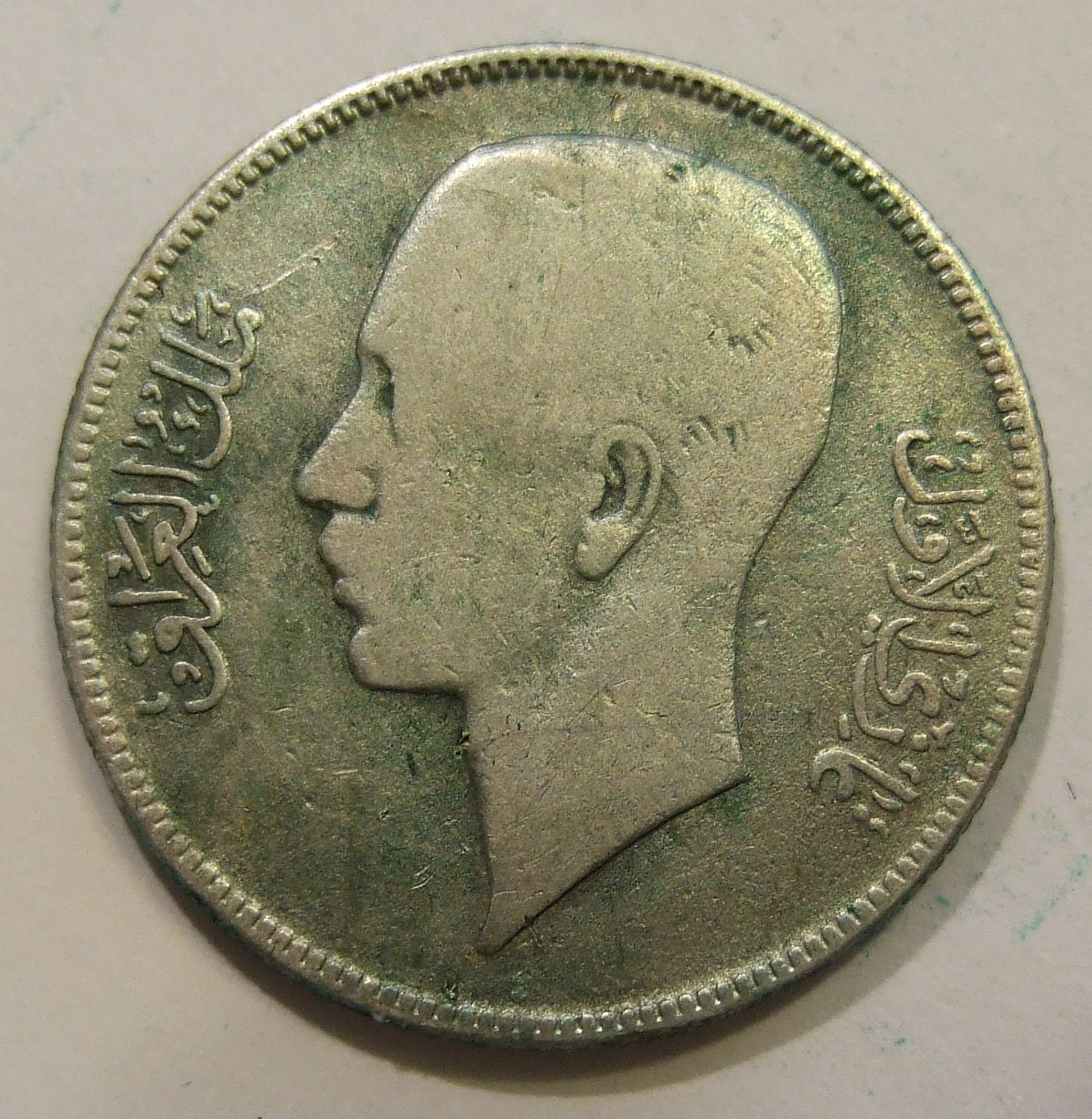
50 فلس 1938، الوجه
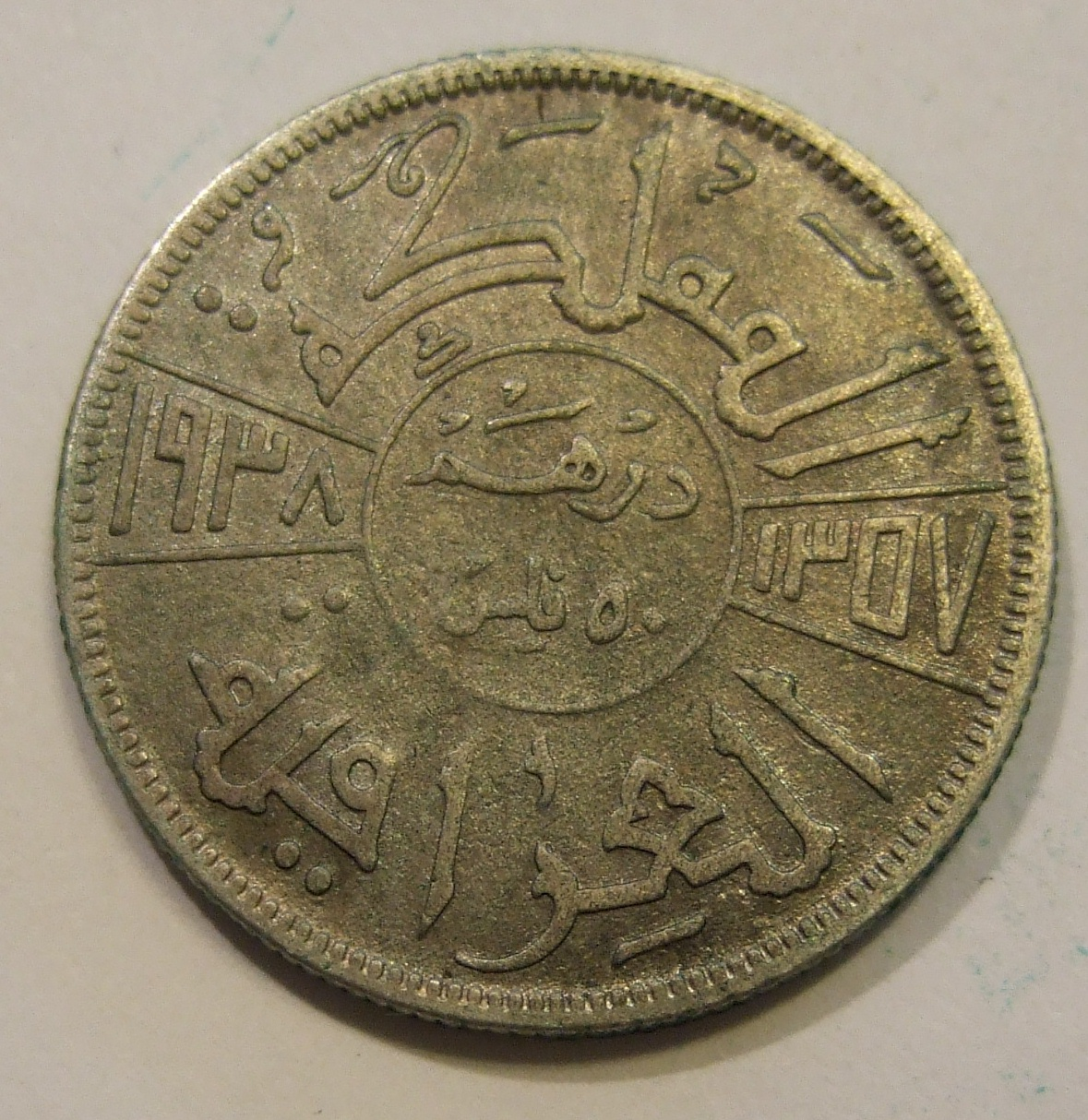
50 فلس 1938، الظهر
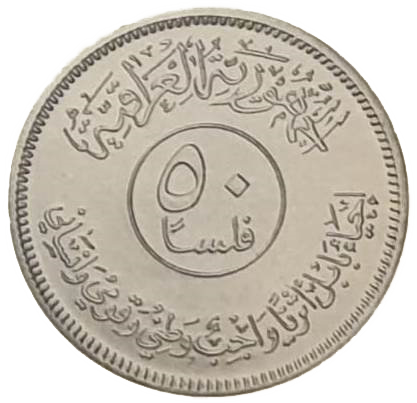
50 فلس 1982، الوجه

## روابط خارجية
- البنك المركزي العراقي